# CH Crucis

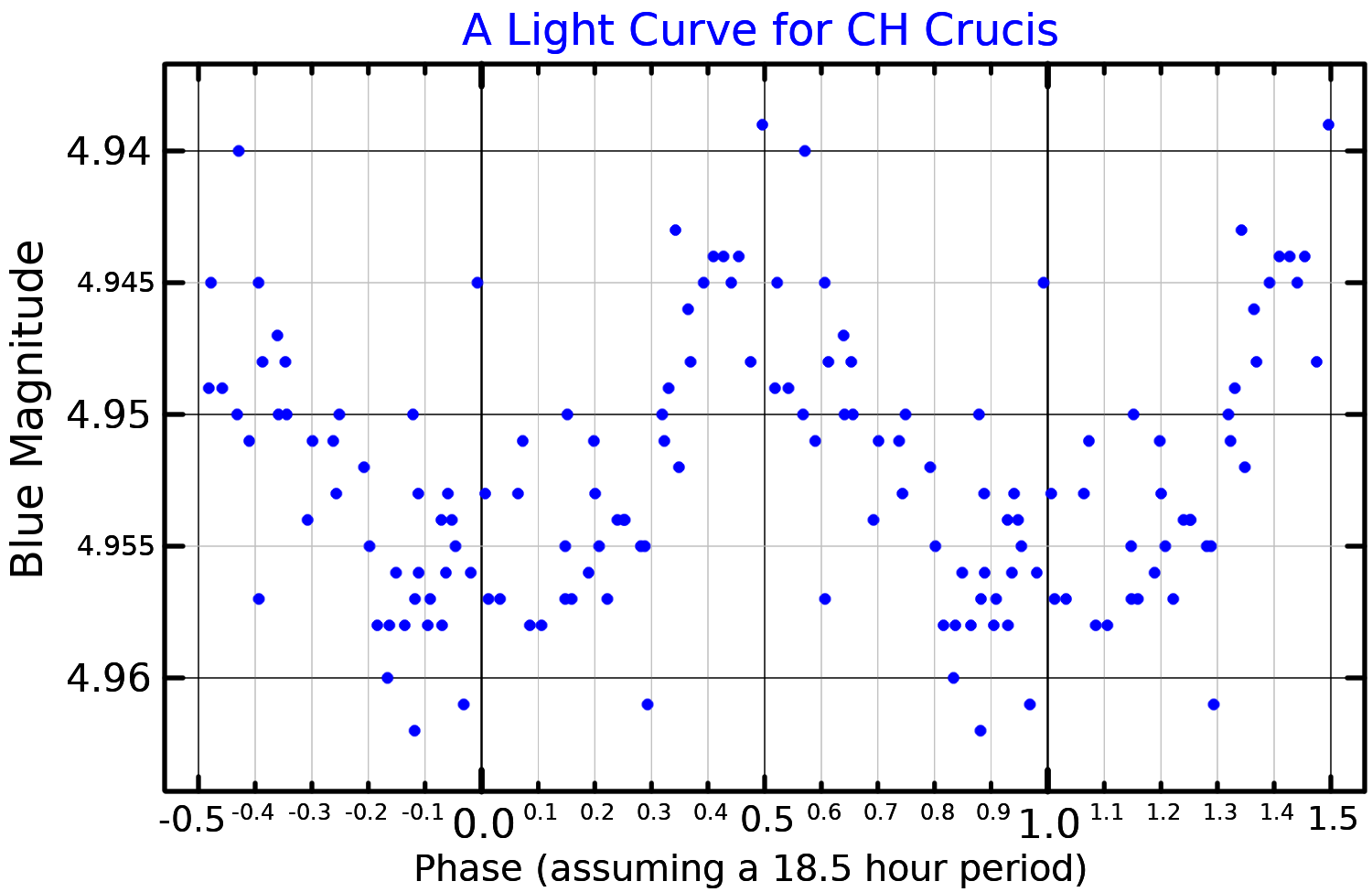
Ljuskurva i blå bandet för CH Crucis, anpassad från data publicerade av Balona et al. (1992).

CH Crucis eller HD 110335, är en ensam stjärna belägen i mellersta delen av stjärnbilden Södra korset. Den har en högsta skenbar magnitud av ca 4,91 och är synlig för blotta ögat där ljusföroreningar ej förekommer. Baserat på parallax enligt Gaia Data Release 2 på ca 4,21 mas beräknas den befinna sig på ett avstånd av ca 780 ljusår (ca 238 parsec) från solen. Den rör sig bort från solen med en heliocentrisk radialhastighet av ca 12,5 km/s. Stjärnan ingår i den närliggande Scorpius-Centaurus-föreningen.

## Observation
CH Crucis är en konventionell skalstjärna, som anses vara en Be-stjärna som ses från kanten. Houk (1975) satte den till spektralklass B5 III, medan Hiltner et al. tilldelade den till B6 IV, vilket tyder på att det är en stjärna av B-typ som utvecklas bort från huvudserien. Samus et al. (2017) har preliminärt klassificerat den som en Gamma Cassiopeiae-variabel som varierar i skenbar  magnitud från 4,88 ner till 5,7.

## Egenskaper
CH Crucis är en blå jättestjärna av spektralklass B5 III. Den har en massa av ca 5,3 solmassor, en radie av ca 11 solradier och utsänder energi från dess fotosfär motsvarande ca 1 070 gånger solen vid en effektiv temperatur av ca 10 600 K. Stjärnan roterar snabbt med en uppskattad projicerad rotationshastighet av 240 till 250 km/s, vilket ger stjärnan en något tillplattad form med en ekvatorialradie som är uppskattningsvis 18 procent större än den polära radien.